# Mike Robinson (diseñador de automóviles)
Michael Vernon Robinson (Whittier, 2 de mayo de 1956) es un diseñador de automóviles estadounidense.

## Carrera
Michael Robinson es diseñador automotriz y actualmente es el director ejecutivo y director de diseño de ED Design srl, con sede en Rivoli (Toronto).
Anteriormente, Robinson se desempeñó como Director de Marca y Diseño de Bertone, Director de Diseño de Fiat y Lancia, y fue diseñador en Ford en Dearborn, EE. UU., Volvo en Gotemburgo, Suecia, Open Design y Ghia. Algunas de sus contribuciones más notables al mundo del diseño incluyen el prototipo Ford Ghia Vignale TSX-4, el Fiat Bravo/Brava, el prototipo Lancia Dialogos, el Lancia Giubileo (la limusina personal del Papa Juan Pablo II basada en el Lancia Thesis de batalla larga), el Lancia Thesis, el prototipo Lancia Nea, el Lancia Ypsilon, el Fiat Ducato, el prototipo Bertone Alfa Romeo Pandion, los prototipos Bertone Jaguar B99 y B99 GT, el prototipo Bertone Nuccio, el prototipo BAIC C51X, el Aston Martin Jet 2+2 One-off, el prototipo FAW Besturn X80, el sedán de producción BAIC Senova D50 y el prototipo BAIC Senova D60 Aero. Robinson también diseñó Project Zero para AgustaWestland, que realizó su primer vuelo de prueba en 2011 y se presentó al público en el Salón Aeronáutico de Le Bourget de 2013. El Proyecto Zero es un helicóptero de rotor basculante con rotores gemelos entubados que giran 90 grados para crear el VTOL más innovador del mundo. La aeronave es 100 % eléctrica, sin sistema hidráulico. El equipo de Robinson en Bertone también diseñó el exterior y el interior del Frecciarossa 1000, llamado Pietro Mennea, el tren de alta velocidad de Trenitalia, construido por Ansaldo Breda y Bombardier. Alcanza una velocidad máxima de 400 km/h y entró en servicio en 2015.

## Biografía

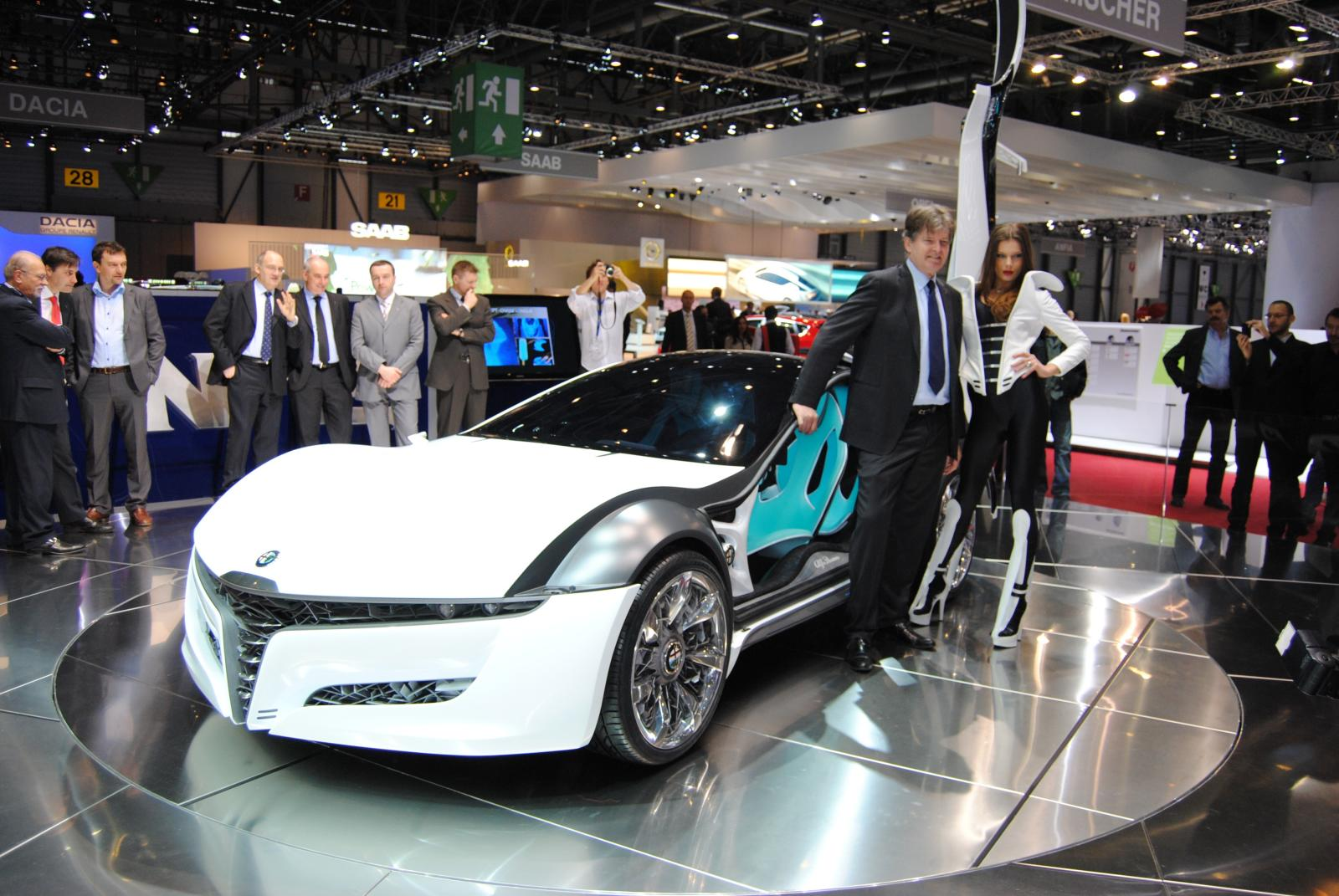
Alfa Pandion

Michael Vernon Robinson nació en Whittier, un suburbio de Los Ángeles, California, el 2 de mayo de 1956. A los 16 años, mientras estudiaba arquitectura en un instituto de Kent, Washington, vio un póster del Lancia Stratos Prototipo Zero de Bertone. Quedó tan impresionado por ese prototipo que decidió no solo dejar la arquitectura para dedicarse al diseño de automóviles, sino hacerlo en Turín, cuna del mejor diseño automotriz del mundo. Obtuvo dos títulos: uno en Bellas Artes en 1978 y otro en Diseño Industrial en 1979, en la Universidad de Washington.
Cuando vi ese prototipo Bertone de 1970, se me iluminó la cabeza, porque no solo era el coche más bonito que había visto, sino también el más innovador. Con solo 84 centímetros de alto y una arquitectura de cabina adelantada, estilo minivan, usaba el parabrisas como puerta principal, abriéndose como un cocodrilo. El Stratos Prototipo Zero derribó todos los tabúes que rodeaban lo que se consideraba diseño automovilístico moderno en Estados Unidos en aquel entonces. Descubrí que los italianos estaban a años luz del resto del mundo en diseño de automóviles. Así que me fijé en eso y lo convertí en la misión de mi vida. Quería ir donde estaban los mejores diseñadores de automóviles del mundo.
Un año después, tras graduarse, decidió visitar todos los fabricantes de automóviles de Europa con el objetivo de comparar el diseño alemán, francés, inglés e incluso sueco con su adorado diseño italiano. Gracias al Salón del Automóvil de Fráncfort, Robinson consiguió tarjetas de visita de todos los directores de diseño de empresas de toda Europa. Cada visita fue una experiencia fascinante, sobre todo después de pasar un tiempo en Ford en Dearborn. En aquel entonces, no había diseñadores estadounidenses trabajando en Europa, así que todos sentían curiosidad por saber por qué era el único que venía a buscar trabajo.
En 1978, Robinson pasó el verano previo a su graduación como becario en el centro de diseño de Ford en Dearborn, Michigan. Los 150 diseñadores profesionales que trabajaban allí eran algunos de los más talentosos creativamente que había conocido, pero todos se vieron obligados a diseñar los coches más feos que jamás había visto. En la década de 1970, los diseñadores de automóviles en Detroit sufrieron enormemente por la crisis del petróleo de 1973, que transformó la era de los potentísimos y muy estadounidenses "muscle cars" de la década de 1960 en el peor período en los 100 años de historia del diseño automovilístico. Con la mirada puesta en la libertad creativa del mundo de la carrocería italiana, Robinson regresó a la universidad en Seattle profundamente desilusionado y juró no volver a trabajar en Estados Unidos como diseñador de automóviles.
Cuando finalmente llegó a Italia, su sueño se hizo realidad al visitar carroceros como Bertone, Pininfarina, Italdesign y fabricantes como Ferrari, Lamborghini y Maserati. Empezó a trabajar como diseñador en un pequeño estudio de diseño llamado Open Design dirigido por Aldo Sessano, diseñando coches, camiones, autobuses y proyectos de diseño industrial. Un año después, decidió abrir su propio estudio independiente, trabajando principalmente para Renault. En 1983 regresó como empleado a Ghia, el centro de diseño italiano de Ford, donde creó su primer concept car, el Ford Ghia Vignale TSX-4, precursor de la camioneta Ford Taurus. Un amigo diseñador estadounidense, Chris Bangle, fue nombrado Jefe de Diseño Exterior en Fiat en ese momento, después de trabajar en el centro de diseño de Opel en Alemania como diseñador de interiores. Llamó a Robinson a Fiat para que le ayudara a reorganizar el proceso de diseño. Robinson comenzó así su carrera de 19 años en Fiat trabajando en Diseño Avanzado, donde creó la primera sala de Realidad Virtual en Europa en 1988. Luego fue nombrado Jefe de Diseño de Interiores en 1992, donde diseñó el interior del Fiat Bravo/Brava, que ganó el premio al "Coche Europeo del Año 1995". Mientras tanto, Chris Bangle se convirtió en el director de diseño de Fiat, Walter De Silva en el director de diseño de Alfa Romeo y, en 1996, Robinson fue nombrado director de diseño de Lancia, a la edad de 40 años. Su primer concept car en Lancia fue el Dialogos de 1998, un vehículo de investigación futurista para sedanes de lujo que exploró conceptos nuevos y de vanguardia que ahora son bastante comunes, como la calidad percibida (en oposición a la calidad de producción) y los parachoques al ras para sedanes (ahora conocido como el requisito de impacto de peatones).
El prototipo Lancia Dialogos se transformó en el sedán de producción Lancia Thesis en 2002. El prototipo Lancia Nea de 2000 se transformó en un microcoche de lujo: el Lancia Ypsilon, famoso por tener un 70% de clientes femeninos. En 2001, fue nombrado director de diseño de Fiat, donde diseñó la furgoneta Fiat Ducato/Peugeot Boxer/Citroën Jumper, que sigue siendo la más vendida en Europa. Robinson es famoso por su capacidad de motivación, a la que denomina "Diseño de Personas", gracias a la cual convierte sus estudios de diseño en "granjas de talento", donde sus diseñadores no solo crean coches hermosos, sino que también aceleran sus carreras. Muchos de sus jóvenes diseñadores de aquella época son ahora directores de algunas de las oficinas de diseño más importantes de Europa: Flavio Manzoni - Director de Diseño Ferrari Marco Tencone - Director de Diseño Lancia, Alfa Romeo y Maserati Marco Lambri - Director de Diseño Piaggio Alessandro D'Ambrosio - Director de Diseño Advance Exterior Mitsubishi Interbrand Roberto Giolito - Vicepresidente de Diseño Fiat Peter Jansen - Director de Diseño Fiat Professional (tractores y camiones) Tras su larga trayectoria en Fiat, Robinson fue llamado por Lilli Bertone para convertirse en el nuevo director de diseño de Bertone en 2009. El primer concept car creado bajo su dirección en Bertone fue el Alfa Romeo Pandion 2010, creado para celebrar el centenario de Alfa Romeo en el Salón del Automóvil de Ginebra. El Pandion (nombre científico del halcón peregrino) es un radical deportivo 2+2 con puertas que se abren en tijera inversa hasta los 3,4 metros de altura cuando están completamente abiertas. El coche utiliza un innovador concepto de "Piel y Marco", derivado del logotipo bipartito de Alfa Romeo, que enfatiza la nueva combinación dinámica entre el robusto marco orgánico y la sensual piel que lo recubre. Muchos de los componentes del coche se crearon mediante tecnología de "diseño algorítmico", un generador de formas aleatorias que permite formas mucho más complejas que las diseñadas por humanos. El segundo prototipo creado por los diseñadores de Robinson en Bertone es el Jaguar B99  (Bertone cumplió 99 años ese año) y demuestra exactamente lo opuesto en cuanto a diseño al impactante Pandion.
El B99 es un sedán de lujo extremadamente sofisticado que sitúa a Jaguar en el segmento del BMW Serie 3 y el Mercedes Clase C. El equilibrio dinámico y las proporciones perfectas ofrecen una mezcla perdida hace mucho tiempo de "modernidad" y el "ADN de la marca" (Jaguar), tal como hubiera deseado Nuccio Bertone. En 2012, Bertone presentó el prototipo centenario llamado Bertone Nuccio, en honor al hombre que reescribió la historia del diseño automotriz en varias ocasiones. El Nuccio es, una vez más, un superdeportivo, con dos asientos sin asientos y un motor central de 8 cilindros. Sus líneas agresivas combinan iconos del pasado como el Stratos Zero con una estética decididamente futurista. El techo sin luneta trasera anuncia la llegada de la era digital, reemplazando el cristal trasero por cámaras y pantallas internas. El color naranja del techo es el favorito de Nuccio Bertone. El prototipo chino BAIC C51X de 2012 es el hermano del sedán Senova D50, lanzado en producción en 2014 en el Salón del Automóvil de Pekín. Compacto, dinámico y extremadamente moderno, el éxito del C51X en el salón convenció a los directivos de BAIC para ponerlo en producción. En 2013, el equipo de diseño de Bertone diseñó el Aston Martin Jet 2+2, un prototipo único, encargado directamente por un cliente particular inglés. El coche nació como un Aston Martin Rapide de serie y luego se transformó en un Shooting Brake, manteniendo la mayor parte del magnífico Rapide intacto. La fórmula Shooting Brake nunca debe confundirse con la Station Wagon común, ya que la primera es una station wagon "coupé" mientras que la segunda es una station wagon "cargo", con proporciones muy diferentes. Los interiores fueron extremadamente refinados, siguiendo los deseos del cliente particular, añadiendo un innovador piso móvil para optimizar el espacio del compartimento trasero.
En octubre de 2014, Bertone cerró drásticamente, tras 101 años de espectaculares contribuciones al mundo del diseño automotriz. 160 empleados fueron despedidos de la empresa, y los clientes fueron despedidos con la misma naturalidad. El sueño de infancia de Robinson en Kent se hizo añicos, justo cuando las actividades de desarrollo en Bertone seguían creciendo. "Nos dejaron sin trabajo", dice Robinson, "así que los responsables deberían estar colgados de un árbol". Pero tras la ira llegó la creatividad, y Robinson decidió asociarse con Davide Pizzorno, fundador de ED, una empresa con 20 años de experiencia en ingeniería automotriz y otros campos. Un pequeño grupo de exempleados de Bertone siguió a Robinson en la nueva empresa. El primer prototipo producido por ED Design se exhibió en el Salón del Automóvil de Pekín de 2014, menos de cuatro meses después de la apertura del nuevo departamento de diseño en ED. El prototipo se llama Senova D60 Aero y es una versión "GT" de un sedán de producción que se lanzará a finales de ese año. Dado el breve plazo de producción, se fabricó en China, seguido inmediatamente por el propio Robinson, para garantizar el nivel de calidad de fabricación al que está acostumbrado. En la feria, fue una de las estrellas del stand de BAIC, solicitada por periodistas y jóvenes visitantes. Robinson fue invitado por el propio BAIC para presentar el estreno mundial del Senova D50, diseñado por su equipo cuando aún era Director de Diseño en Bertone, y finalmente visible al público.
En 2011, Robinson fue incluido en el Salón de la Fama del Diseño Automotriz del Museo Nacional del Automóvil de Turín, Italia. 
Actualmente, entre sus constantes viajes a China y los continuos desarrollos en su oficina en Italia, Robinson es muy solicitado para impartir conferencias magistrales en congresos de innovación, ilustrando el futuro del automóvil en la era digital. Su visión se basa en el hecho concreto de que, según las estadísticas de la Organización Mundial de la Salud (OMS), ¡cada año 1,2 millones de personas mueren en accidentes de tráfico! La octava causa principal de muerte en el mundo. Una guerra interminable que sigue en aumento dado el crecimiento de los coches per cápita en países en rápido desarrollo como China. Si la situación no cambia, en 2020 el número de muertes anuales podría duplicarse. La solución es sencilla: basta con quitar el volante, transformando toda forma de movilidad en «auto» (autónomo) y «móvil» (objetos en movimiento). Los famosos "coches Google" están causando mucho revuelo, pero por ley deben conservar el volante original del coche original, por si los dispositivos electrónicos instalados en la carrocería no funcionan. Desafortunadamente, al hacerlo, desaprovechan las oportunidades arquitectónicas de la tecnología automotriz digital. Los coches autónomos ya no necesitarán volantes, pedales ni marchas, porque serán conducidos por chóferes digitales y no por humanos. El problema para los diseñadores será cómo recuperar la historia de amor del hombre por el coche cuando los volantes sean ilegales. Quienes aman los coches hoy aman conducirlos, y cuando esto ya no sea posible, dejarán de amarlos. Así que, para recrear esa atracción magnética entre el hombre y el coche autónomo, los diseñadores tendrán que inventar algo aún más espectacular, utilizando efectos especiales que hoy solo se ven en películas de ciencia ficción, pero que serán posibles en el futuro gracias al progreso tecnológico. Robinson explica que esta nueva profesión se llama "Diseño Experiencial", o diseñar experiencias en lugar de objetos. La era digital está cambiando muchas cosas en nuestras vidas, incluyendo la actividad del diseño. Según Alan Kay, el inventor del ordenador: “La mejor manera de predecir el futuro es inventarlo”.